# Kelly McCarty
Kelly Deshawn McCarty, né le 24 août 1975 à Chicago (États-Unis), est un joueur américano-russe de basket-ball professionnel. Il mesure 2,01 m.

## Biographie
Kelly McCarty est issu de NCAA, le championnat universitaire américain de basket-ball. Non-drafté à l'issue de son parcours universitaire, il débute tout de même sa carrière professionnelle en National Basketball Association (NBA) avec les Nuggets de Denver avec lesquels il dispute deux matchs avant de partir pour la Super League d'Israël pour une saison, revient aux États-Unis en USBL, puis repart à nouveau en Israël où il joue dans trois clubs différents en trois saisons. Il gagne la Coupe ULEB lors de la saison 2003-2004 avec l'Hapoël Jérusalem. Lors de la saison 2004-2005, il part pour le Dynamo Saint-Pétersbourg en Superligue de Russie, et sans perdre un seul match en Eurocup, son équipe gagne la compétition et McCarty est nommé MVP du Final Four. Il continue à évoluer en Russie, jouant quatre saisons avec le club de Khimki Moscou puis de 2010 à 2013 avec le club de UNICS Kazan.
Il obtient la nationalité russe et porte le maillot de l'équipe nationale de Russie lors de l'EuroBasket 2009 en Pologne.

## Carrière Professionnelle
- 1999 00000 :  Nuggets de Denver (NBA)
- 1999 - 2001 :  Maccabi Raanana (Super League d'Israël)
- 2001 00000 :  Oklahoma Storm (USBL)
- 2001 - 2002 :  Maccabi Habik'a (Super League d'Israël)
- 2002 - 2003 :  Maccabi Rishon LeZion (Super League d'Israël)
- 2003 - 2004 :  Hapoël Jérusalem (Super League d'Israël)
- 2004 - 2006 :  Dynamo Saint-Pétersbourg (Superligue de Russie)
- 2006 - 2010 :  Khimki Moscou (Superligue de Russie)
- 2010 - 2013 :  UNICS Kazan (Superligue de Russie)

## Équipe nationale de Russie
- EuroBasket 2009 en Pologne avec l'équipe nationale de Russie (Quarts de finale)

## Palmarès
- 2003-2004 : Vainqueur de la Coupe ULEB avec l'Hapoël Jérusalem
- 2004-2005 : Vainqueur de la FIBA Europe League avec le Dynamo Saint-Pétersbourg

### Distinction personnelle
- 2005 : nommé MVP du Final Four de la FIBA Europe League